# 酒井貴浩
酒井 貴浩（さかい たかひろ、1988年3月18日 - ）は、日本の俳優である。愛媛県西条市出身。趣味はフットサル、人間観察。特技はドラム、マッサージ。プラチナムプロダクション所属。

## 概要・人物
愛媛県立小松高等学校卒業。
幼馴染に元K-1ファイターの恭士郎がいる。
2020年5月、地元愛媛県西条市の「LOVE SAIJO応援特使」に就任。
2021年、賀集利樹、作演出のますもとたくや、木村好克の4人で演劇ユニット「かしこみかしこみ」を結成。

## 出演

### ドラマ
- マイ☆ボス マイ☆ヒーロー（日本テレビ、2006年）
- ライオン丸G（テレビ東京、2006年）
- 月曜ゴールデン
  - 「警視庁鑑識課〜南原幹司の鑑定〜」（2011年3月28日、TBS) - アパートの青年 役
  - 「警視庁鑑識課〜南原幹司の鑑定3〜」（2013年8月19日、TBS）
- アスコーマーチ〜明日香工業高校物語〜 第8話（2011年6月26日、テレビ朝日)
- ダブルス〜二人の刑事 第2話（2013年4月25日、テレビ朝日） - 春藤敦之 役
- 夫のカノジョ 第6話（2013年11月28日、TBS） - 翼 役
- リアル脱出ゲームTV〜Xgame〜（2014年1月3日、TBS）
- 私の嫌いな探偵 第6話（2014年2月21日、テレビ朝日） - 藤原英輔 役
- リアル脱出ゲームTV（2014年4月24日 - 6月26日、TBS）
- 東京スカーレット〜警視庁NS係 第8話（2014年9月2日、TBS） - 村山耕三（青年期） 役
- 破門（疫病神シリーズ） 最終話（2015年3月6日、BSスカパー!）
- 青春探偵ハルヤ〜大人の悪を許さない!〜 第2話（2015年10月22日、読売テレビ・日本テレビ） - 売人の祐志 役
- スミカスミレ 45歳若返った女 第4話（2016年2月26日、テレビ朝日）
- 闇金ウシジマくん Season3 第7話（2016年9月4日、MBS・TBS) - ニューリッチ 役
- Xmasミステリー特別企画「ホテル警備隊 田辺素直」（2016年12月25日、テレビ東京） - 小野洋和 役
- Missデビル 人事の悪魔・椿眞子 第3話（2018年4月28日、日本テレビ） - 岸一彰 役
- ラブリラン 第5話（2018年5月3日、読売テレビ・日本テレビ）
- インハンド（2019年4月12日 - 6月21日、TBS） - 城田幸雄 役
- 偽装不倫 第6話（2019年8月14日、日本テレビ）
- 知らなくていいコト 第3話（2020年1月22日、日本テレビ）
- LINEの答えあわせ〜男と女の勘違い〜 第5話（2020年2月29日、読売テレビ）
- ギルティ〜この恋は罪ですか?〜 第4話・第7話・第9話（2020年6月25日、7月16日、7月30日、読売テレビ・日本テレビ）
- ドラマスペシャル「記憶捜査〜新宿東署事件ファイル〜」（2020年7月27日、テレビ東京）
- 刑事7人シーズン6 第3話（2020年8月19日、テレビ朝日） - 山田和彦 役
- 魔進戦隊キラメイジャー 第20話（2020年8月23日、テレビ朝日） - 先生 役
- 華麗なる一族 最終話（2021年7月11日、WOWOW）
- マイファミリー 第4話・最終話（2022年5月1日、6月12日、TBS） - 記者 役
- 特捜9 season5 第9話（2022年6月1日、テレビ朝日）
- 探偵が早すぎる 春のトリック返し祭り 第8話 (2022年6月2日、読売テレビ・日本テレビ)
- 連続ドラマW 雨に消えた向日葵 第4話（2022年8月14日、WOWOW） - 絞殺犯 役
- 連続テレビ小説（NHK）
  - ちむどんどん（2022年9月26日・28日・29日）

- 神の手（2023年5月15日、テレビ東京）
- CODE-願いの代償- 第8話（2023年8月20日 、読売テレビ・日本テレビ）
- まるまるちゃん  第1話（2023年8月21日 、ABCテレビ）
- あたりのキッチン! 第1話（2023年10月14日、東海テレビ・フジテレビ） - 前田 役
- ブラックファミリア〜新堂家の復讐〜 第3話（2023年10月19日、読売テレビ・日本テレビ系）
- 大奥 Season2「幕末編」 第19回（2023年11月28日、NHK総合）
- 今日からヒットマン 最終話（2023年12月15日、テレビ朝日）
- 牙狼〈GARO〉ハガネを継ぐ者 第6話（2024年2月15日、TOKYO MX）
- ジャンヌの裁き 最終話（2024年3月8日、テレビ東京）
- ダブルチート 偽りの警官 Season1 第3話（2024年5月10日、テレビ東京・WOWOW） - 森本悟 役[1]
- ギークス〜警察署の変人たち〜 第3話（2024年7月18日、フジテレビ） - 坂口 役
- ブラックペアン シーズン2 第9話（2024年9月8日、TBS）
- 嗤う淑女 第8話（2024年9月14日、東海テレビ・フジテレビ） - 宮園守 役
- オクトー 〜感情捜査官 心野朱梨〜 Season2 第9話（2024年11月28日、読売テレビ・日本テレビ系） - 刑事 役[2]
- コトコト〜おいしい心と出会う旅〜 新潟編（2024年12月14日、NHK BSプレミアム4K / 12月15日、NHK BS / 2025年1月15日、NHK総合） -  教師 役
- 私の知らない私 第7話・第10話（2025年2月20日・3月14日、読売テレビ・日本テレビ） - 岸本悟志 役[3]
- あきない世傳 金と銀2 第3話（2025年4月20日、NHK BS・NHK BSプレミアム4K）
- 人事の人見 第3話・第5話（2025年4月22日・5月6日、フジテレビ） -  吉川健太 役

### 配信ドラマ
- スイートリベンジ 第3話・第4話（2021年4月6日・4月13日、 FOD） - 村上 役
- 取り立て屋ハニーズ 第3話（2021年4月9日、ひかりTV・dTV「ひかりTVチャンネル＋」） - 登戸平助 役
- 潜入捜査官 松下洸平 第1話（2023年9月5日 、TVer）
- 夢で見たあの子のために 第8話 - 最終話（2023年10月17日 - 10月31日、Lemino）
- スペシャルラストティーン （2023年12月27日 、Instagram）
- 天道寺ショウ（2024年9月27日配信 、SWIPEDRAMA） - 斉藤龍二 役
- 天道寺ショウ Season2（2024年11月28日配信 、SWIPEDRAMA） - 斉藤龍二 役

### テレビ
- あしたのSHOW（2019年2月25日・3月4日・10月1日、TOKYO MX） MC
- 痛快TV スカッとジャパン（フジテレビ）
  - 「ファミリースカッと 思い出のグローブ」(2019年3月18日) - 高橋店長 役
  - ｢スカッと母ちゃん BBQマナーの悪いパパ軍団」(2019年9月2日) - 俊介 役
  - ｢言ってやったスカッと　ハラスメントな職場に言ってやった」(2020年3月2日) - 岡崎知文 役
  - ｢母が体験した予想外の結末スカッと 息子がくれた成人式のサプライズ」(2020年3月2日) - 嶋野巧 役
  - ｢胸キュンスカッと　忘れられない初恋」(2020年12月7日) - 前川先生 役
  - ｢見取り図の体験談 有名漫画家との（秘）キズナ」(2021年7月12日) - リリー 役
  - 「ファミリースカッと 息子の就活で起きた大事件」(2021年12月6日) - 幸村文雄 役
  - 「店員さんが遭遇した奇跡の逮捕劇」(2022年1月24日) - 久保武彦 役
- ほのボーノ (2019年6月20日、あいテレビ)
- 逆転人生 「下町工場が奇跡の再建!せんべい兄弟の大逆転劇」(2021年9月6日、NHK） - 笠原忠清 役
- 水曜NEXT! ヒトなら (2021年12月16日、フジテレビ） - 店長 役
- ブレイクザトリック〜天才からの挑戦状〜(2022年3月26日、フジテレビ） - 美空晃 役
- ヒロイン誕生!ドラマチックなオンナたち（2022年10月31日、NHK総合） - 江本由伸 役
- #えひめジャーニー (2023年4月12日 - 6月28日、愛媛朝日テレビ) レギュラー [4]
  - SEASON2 (2023年11月12日 -2024年3月17日 )
- Nantion EHIME (2023年8月10日、愛媛朝日テレビ)
- ちかくナルナル なるちか! (2023年11月4日、愛媛朝日テレビ)
- サウナにいかなきゃ!? (2023年12月6日・12月13日、愛媛朝日テレビ)
- 上田晋也のトーク検定(2024年5月25日、フジテレビ）
- 林修の今知りたいでしょ!特別編(2024年6月11日、テレビ朝日）
- 世界で一番怖い答え（フジテレビ）
  - 「再婚」(2024年8月12日） - 伊藤和也 役
  - 「失踪」(2025年7月28日） - 警察官 役

### 映画
- 14才のハラワタ（2009年、トリウッドスタジオプロジェクト）(佐山もえみ監督) - 安部 役
- バカがウラヤマシイ（2010年、トリウッドスタジオプロジェクト）(鋤崎智哉監督) - 半田昇平 役
- アウトレイジ ビヨンド（2012年10月6日、ワーナー・ブラザース/オフィス北野）(北野武監督)
- ドッジボールの真理 code01 伝説のレッドブルマー（2016年4月23日、シネアスト)（葉山陽一郎監督) - チェリーボーイ 役
- ふたつの昨日と僕の未来(2018年12月22日、キャンター)(大森研一監督)　- 山田太助 役
- 霞ゆく瞳に宿る灯火(2019年、ショートフィルム)(鷲頭祥伍監督) - 緒方淳也 役
- 王子様のハンカチ(2019年、ショートフィルム)(岡本貴也監督)　- 敦史 役
- 祭りの後は祭りの前(2020年3月6日、スターキャット）(塚本連平監督) - 久屋 役
- 酒井と園山（2020年7月26日、ショートフィルム）(富永治明監督) - 酒井 役
- 妖怪人間ベラ（2020年9月11日、DLE）(英勉監督) - 野原拓馬 役
- 密な関係(2020年10月29日、ショートフィルム) (寺田御子監督) - 部長 役
- 無頼（2020年12月12日、チッチオフィルム）(井筒和幸監督)
- 毎日爆裂クッキング(2021年2月26日、ndjc2020）（植木咲楽監督）
- ブレイブ -群青戦記-（2021年3月12日、東宝）（本広克行監督）
- ホーンテッド・テナント（2021年6月4日、ショートフィルム）(木村好克監督)
- ホーンテッド・テナントⅡ（2021年6月9日、ショートフィルム）(木村好克監督)
- 僕と彼女とラリーと (2021年10月1日、イオンエンターテイメント) (塚本連平監督) - 美紀也 役
- まんたろうのラジオ体操(2022年2月18日、Hulu U35クリエイターズ・チャレンジ) (老山綾乃監督)
- 忌日（2022年5月31日、ショートフィルム）(木村好克監督) - タカ 役
- TELL ME 〜hideと見た景色〜 (2022年7月8日、KADOKAWA）(塚本連平監督) - 秋山 役
- 高野豆腐店の春（2023年8月18日、東京テアトル）(三原光尋監督）
- ナックルガール（2023年11月2日、Amazon Prime Video）(チャン監督)
- OUT（2023年11月17日、KADOKAWA）(品川ヒロシ監督) - 木村 役
- 映画 マイホームヒーロー（2024年3月8日、ワーナー・ブラザース映画）(青山貴洋監督)
- Demon City 鬼ゴロシ（2025年2月27日配信、Netflix）(田中征爾監督)
- オンデマンド（2026年公開予定）（石川タクマ監督） - 要涼太 役[5]

### オリジナルビデオ
- 下町任侠伝 鷹 (2020年10月) (浅生マサヒロ監督) - 松下義久 役

### 舞台
- 『オサエロ』（2009年7月）演出：松丸雅人（Air studio）
- 『ジパング』（2010年2月）演出：吉野家菊之介（Air studio）
- 『MOTHER マザー〜特攻の母 鳥濱トメ物語〜』（2010年5月）脚本・演出：藤森一朗（天王洲銀河劇場）
- 『信長』（2010年8月）脚本・演出：藤森一朗（新宿・全労済ホールスペース・ゼロ）
- 『SAKURA』（2010年11月）演出：須田祐大（AQUA studio）主演
- 『MOTHER マザー〜特攻の母 鳥濱トメ物語〜』（2011年7月-10月、栃木・東京・秋田・埼玉公演）脚本・演出：藤森一朗（新国立劇場、他）
- 『あいうえお〜下町商店街物語〜』（2014年4月）演出：大野泰広（恵比寿エコー劇場）
- 『私たちが解散するまでの45分間の物語』（2020年8月15日・16日）演出・大野泰広（LINE LIVE-VIEWINGにてオンライン配信）企画・演出補・出演
- かしこみかしこみ第一回公演『ささがね』（2021年3月）作演出：奥幽筆（ステージカフェ下北沢亭）賀集利樹との二人芝居
- かしこみかしこみ第二回公演『たはぶれ』(2021年7月)作演出：ますもとたくや、木村好克(ステージカフェ下北沢亭)
- Shibu3 project×かしこみかしこみコラボ演劇(2021年8月15日)作演出：ますもとたくや、木村好克(ベルエポック美容専門学校 第2校舎イベントホール)
- 『The Great Gatsby In Tokyo』（2022年6月）演出：野口大輔（三越劇場）
- かしこみかしこみ 第三回公演『ひたむき』（2025年11月19日 - 24日、千本桜ホール）[6]作演出：ますもとたくや、木村好克

### ラジオドラマ
- FMシアター「先生が言うことには このデタラメな世界の君と」（2024年7月13日、NHK-FM） - 教頭 役

### ネット配信
- あしたのSHOW（2020年8月25日 - 2023年3月31日、あしたのSHOW TV） MC
- 29.4 -ワタシの本音- with anan（2022年3月17日、ABEMA）

### ラジオ
- 酒井貴浩の愛媛大陸（2012年10月7日 - 2013年3月31日WALLOP）
- 酒井貴浩の「新・愛媛大陸」（2021年12月1日 - 、Radiotalk）
- Skyrocket Company 「スカロケ移住推進部」(2022年3月10日、TOKYO FM )

### 監督として
- TikTokドラマ「キミと舞う恋」(全11話)(2021年5月25日～5月30日、TikTok)

### イベント
- 酒井貴浩presents「武士Evolution」vol.1(2008年9月7日)(麻布　WARE HOUSE )
- 「かしシブこみサン大反省会」(2021年8月21日)(原宿WALL&WALL)
- 「かしこみかしこみ年末調整2021」(2021年12月26日)(渋谷ワールド宇多川ビル）
- 愛媛朝日テレビ主催事業承継セミナー(2022年7月8日)(ANAクラウンプラザホテル松山) 司会
- NHK「コトコトミニ展示in新宿 ～やさしい心と出会う時～」(2024年12月18日～22日)(JA東京アグリパーク)PR隊長

### CM
- mixi モンスターストライク「8周年モンパカパーン！篇」(2021年10月）
- 「KEIRINグランプリ2022」(2022年11月)
- 「ソニー損保」(2023年1月)
- 「トップシステム」(2023年1月)
- 「Amazon Flex」(2023年10月)
- 「パワフルプロ野球2024-2025」(2024年7月)
- カゴメトマトジュース「血圧仮面」(2025年4月)

### MV
- ChupaChups「ChupaChupping!」(2023年4月）
- 乃木坂46 「懐かしさの先」(2025年2月）

### 雑誌
- 「MONOQLO」6月号、9月号（2024年4月、7月）

### その他
- シャープエモパーmovie「エモ動」第2弾「emopa life story」「GACKT STAMINA編]（2015年6月26日 -8月31日）
- イオンカード×欅坂46 WEBムービー 「HOPE」篇(2019年)
- 茨城県ひたちなか市観光PR動画(2019年12月)
- ベルメゾン WEBムービー「毎日が記念日」篇(2020年4月）
- 愛媛県西条市移住PR動画(2022年3月）(西条市公式YouTubeにて）
- 「酒井貴浩の西条放浪記」(2022年3月）(西条市公式YouTubeにて）
- ディー・エヌ・エー「Pococha_おじさん_季節訴求」編(2022年12月）

## 受賞歴
- 2022年
  - 第2回YouTubeホラー映画祭 主演男優賞（賀集利樹とともに）『忌日』[7]